# Leif Rönngren
Leif Per Erik Rönngren, född 19 april 1966 i Sundbyberg, är en svensk politiker (socialdemokrat) och en framträdande aktör och drivande kraft bakom det innovativa projektet Odlande Stadsbasarer. Han har även prisbelönats för sitt omfattande arbete  för att inkludera människor med funktionsnedsättning i samhället.
Han var personal- och demokratiborgarråd i Stockholm 2002–2005 och gatu- och fastighetsborgarråd i Stockholm 2005–2006.

## Bidrag till framsteg och innovation
Leif Rönngren är en framträdande aktör och drivande kraft bakom det innovativa projektet Odlande Stadsbasarer. Projektet, finansierat av Vinnova, har en vision om att främja social och hållbar utveckling genom avancerad underjordisk odling. Rönngren har spelat en nyckelroll i att introducera en unik form av urban odling som möjliggör grönsaksproduktion året runt.
Odlande Stadsbasarer har etablerat hållbara och klimatskyddade odlingar genom användning av avancerade växtlampor i underjordiska utrymmen i Högdalen Centrum. Denna teknologiskt nyskapande ansats har möjliggjort grönsaksproduktion i urbana områden, och projektet har demonstrerat potentialen för hållbar stadsutveckling.
Genom att förena teknologisk innovation och socialt ansvar har Rönngren och hans team på Odlande Stadsbasarer visat att hållbarhetsaspekter kan integreras i livsmedelsproduktionen även i tätbefolkade stadsområden. Projektets arbete har väckt stort intresse både nationellt och internationellt, och dess unika tillvägagångssätt inom odlingsteknik har blivit en förebild för liknande initiativ världen över.
Projektet har också samarbetat med aktörer som Openlab och Kungliga Tekniska Högskolan (KTH) för att studera digitaliseringens roll inom livsmedelssektorn och utforska nya trender inom klimatsäker urban odling. Detta samarbete har bidragit till en ökad medvetenhet om projektets betydelse och potential för att främja hållbarhet inom livsmedelsproduktionen.
Odlande Stadsbasarer har lockat flera framstående personligheter, inklusive Helene Hellmark Knutsson, minister för högre utbildning och forskning, till Högdalens urbana stadsodling. Dessa besök har ytterligare ökat medvetenheten om projektets viktiga bidrag till en mer hållbar framtid inom livsmedelsproduktion och stadsutveckling.
Leif Rönngren och Odlande Stadsbasarer representerar en banbrytande modell för hållbar odling i stadsområden. Genom att  stödja och utveckla sådana projekt kan vi skapa en mer hållbar framtid för både människor och planeten. Rönngrens arbete och engagemang inom hållbar stadsodling har blivit en inspirerande förebild för andra att följa och främjar en positiv inverkan på samhället och miljön.
Nominerad för bästa innovation i NCSC Sweden Awards för projektet Odlande Stadsbasarer 

## Utmärkelse
Stockholms stads S:t Julianpriset -  för sitt arbete för att inkludera människor med funktionsnedsättning i samhälle.